# Volvulella sculpturata
Volvulella sculpturata is een slakkensoort uit de familie van de Rhizoridae. De wetenschappelijke naam van de soort is voor het eerst geldig gepubliceerd in 1971 door Minichev.